# Historisches Lexikon Wien
Das Historische Lexikon Wien (HLW) ist ein sechsbändiges Sachlexikon. Der Autor des Lexikons ist Felix Czeike, der das Nachschlagewerk über die Stadt Wien unter Mitarbeit von Helga Czeike veröffentlicht hat. Das Historische Lexikon Wien ist auch unter dem Namen „Der Czeike“ bekannt und gilt „als weltweit größtes historisches Stadtlexikon“, das ausführliche Informationen zur Geschichte der Stadt, ihrer Struktur und zu berühmten Persönlichkeiten beinhaltet.

## Geschichte und Entwicklung
Bereits 1954 schwebten Czeike zwei Bände zur Apothekengeschichte vor. Seine Arbeitsmethode lautete: „Suchen, sammeln, schreiben.“
Grundlage des Historischen Lexikon Wien ist aber das Große Groner-Wien-Lexikon. 1992 erschien der erste Band, bis 1997 folgen jährlich die Bände 2–5. 2004 erschien schließlich die 2. aktualisierte Auflage sowie ein Ergänzungsband (= Sonderausgabe). Insgesamt enthält das sechsbändige Werk somit rund 30.000 Stichworte und 2400 Abbildungen auf 3700 Seiten. Unterstützung erhielt Czeike über Jahrzehnte durch die Mitarbeit seiner Frau, Helga Czeike, die beim 6. Band auch als Mitherausgeberin aufscheint.

### Projekt „Wien Geschichte Wiki“
Auf Grundlage des Historischen Lexikons Wien entstand 2014 das Wien Geschichte Wiki vom Wiener Stadt- und Landesarchiv und der Wienbibliothek im Rathaus. Es handelt sich um „eine georeferenzierte, historische Wissensplattform der Stadt Wien, die das Ziel verfolgt, historisches Wissen über Wien aus der Stadtverwaltung selbst mit jenem von Expertinnen und Experten zusammenzuführen.“ Es werden ausschließlich wissenschaftliche Beiträge akzeptiert.

## Struktur und Aufbau
Das HLW ist ein Fachlexikon, besteht aus sechs Bänden und ist alphabetisch aufgebaut. Auf den insgesamt knapp 4000 Seiten findet man Informationen zu topographischen Stichwörtern (wie historische Bauten), biographische Stichwörter (Personen), Sachstichwörter (kommunale Bereiche, weltliche und kirchliche Institutionen) und Verkehrsflächen. Es wird weiterführend auf Sekundärliteratur verwiesen und es steht ein ausführlicher Quellennachweis zur Verfügung. Finanziell unterstützt wurde das Werk von der Stadt Wien und dem Jubiläumsfonds der Österreichischen Nationalbank. Der Autor und Herausgeber Czeike dankt im Werk unter anderem dem ehemaligen Landeshauptmann und Bürgermeister Helmut Zilk, dem ehemaligen Stadtschulratspräsidenten Wiens Kurt Scholz sowie dem herausgebenden Verlag Kremayr & Scheriau. Das HLW steht außerdem als Online Ressource zur Verfügung.

## Ausgaben
- Felix Czeike: Historisches Lexikon Wien. 6 Bände. Kremayr & Scheriau, Wien 1992 ff. (digital.wienbibliothek.at, PDF-Downloads).